# Zofia Kraszewska
Zofia Kraszewska herbu Nałęcz, z domu Malska (ur. 1791 w Cieleśnicy, zm. 24 lutego 1859 w Romanowie) – szlachcianka. Matka Anny, Józefa, Joanny, Lucjana i Kajetana. Żona Jana Kraszewskiego. Została sportretowana w dziełach syna Józefa Ignacego Kraszewskiego, m.in. w Pamiętnikach nieznajomego z 1846 roku.

## Życiorys
Poślubiła Jana Kraszewskiego 24 maja 1811 roku. Wiosną 1812 roku została wywieziona przez niego do leżącego na terenie Księstwa Warszawskiego Romanowa, gdzie mieszkali rodzice Jana – chciał w ten sposób ochronić swoją żonę, spodziewającą się syna Józefa, przed zbliżającym się frontem wojennym; sam natomiast wrócił do Dołhego w celu ochrony majątku. Po kilku tygodniach również Romanów stał się niebezpieczny dla Zofii, w związku z czym wyjechała do Warszawy, gdzie 28 lipca urodziła syna Józefa. Kilka tygodni po narodzinach, kiedy front wojenny przesunął się na wschód, Zofia wróciła do Romanowa, gdzie znajdowała się jej rodzina.
Po otrzymaniu wiadomości o klęsce wojsk Napoleona Zofia, wraz z częścią rodziny i niemowlęciem, przeniosła się do przyjaciół w Krakowie. W maju 1813 roku Kraków został zajęty przez armię rosyjską, co było przyczyną powrotu Zofii do dworu męża w Dołhem (pozostała część rodziny, wraz z małym Józefem, wróciła do dworu w Romanowie).
Zofia Kraszewska miała trzech synów i dwie córki: Józefa (1812-1887), Joannę (1813-1889), która poślubiła Jana Moraczewskiego, Lucjana (1820-1892); Annę († 1853), żonę Gabriela Łuniewskiego (agent Rządu Narodowego we Włoszech), oraz Kajetana (1827-1896).
Zmarła 24 lutego 1859 roku w Romanowie. Została pochowana w rodzinnym grobowcu Kraszewskich w Wisznicach wraz z synami Kajetanem oraz Lucjanem.

## Galeria

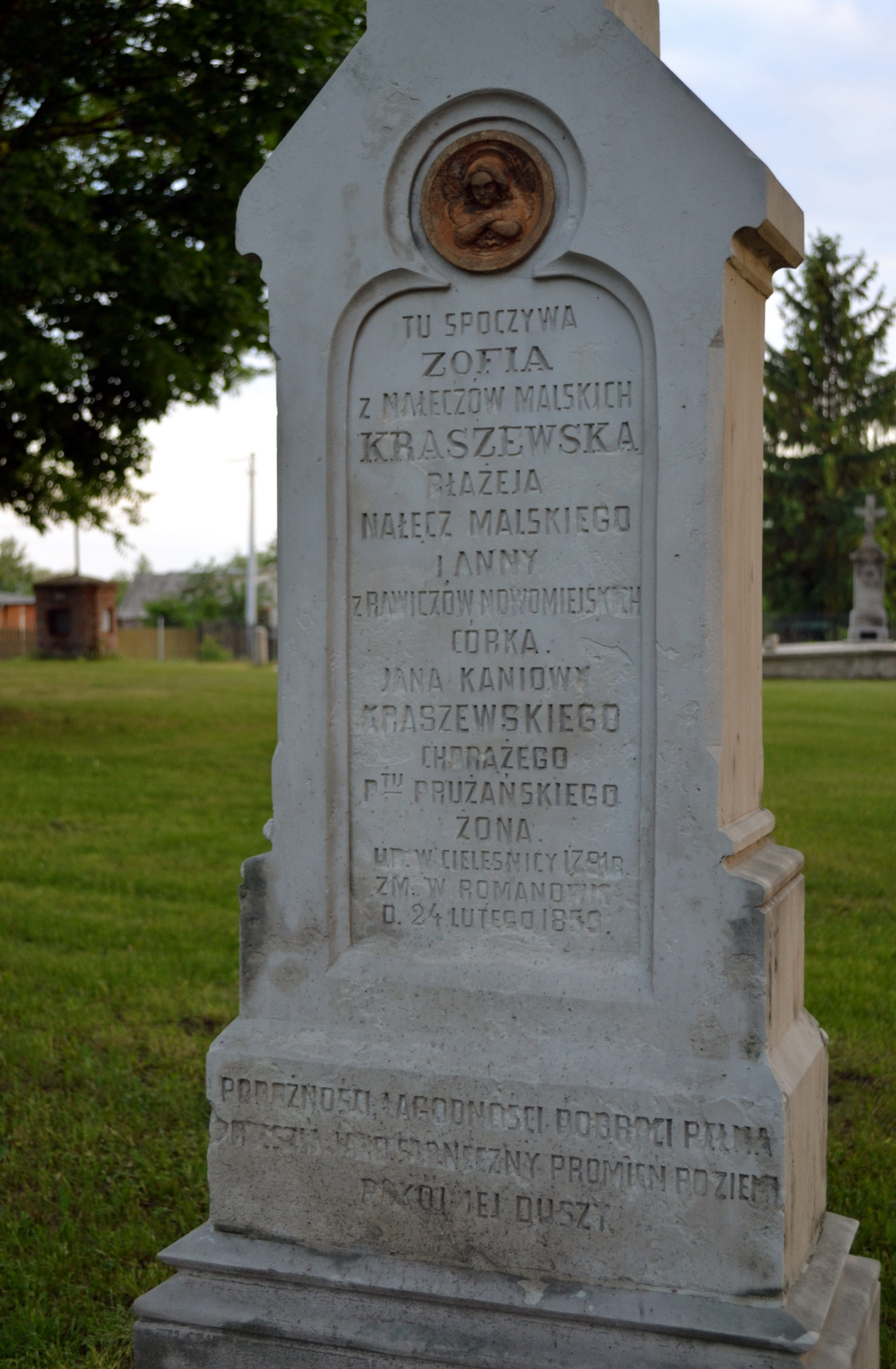
Grób Zofii Kraszewskiej w Wisznicach